# سین‌کیانگ
سین‌کیانگ یا شین‌جیانگ (به چینی: 新疆، به اویغوری: شىنجاڭ) نام منطقه خودمختار و نیز بزرگ‌ترین استان در کشور چین است که درگذشته ترکستان چین یا ترکستان شرقی نام داشت. اورومچی، مرکز استان سین‌کیانگ و کاشغر از شهرهای بزرگ این ناحیه است. نژاد غالب مردم این منطقه، ایغور است که از اقوام ترک‌تبار و عمدتاً مسلمان محسوب می‌شوند و به زبان اویغوری سخن می‌کنند. به دلیل استقلال این ناحیه با نام‌های جمهوری اسلامی ترکستان شرقی اول و جمهوری دوم ترکستان شرقی در گذشته و فعالیت جنبش استقلال ترکستان شرقی، در نتیجه چین نگران استقلال دربارهٔ این منطقه است.

## جغرافیا
این منطقه که در شمال غرب چین قرار دارد، استانی خودمختار است که در مسیر راه‌های ارتباطی مهم چین با کشورهای دیگر در غرب آسیا و اروپا (درگذشته جاده ابریشم) قرار گرفته‌است. سین کیانگ بزرگ‌ترین استان چین است و در مرکز سرزمین‌های وسیع در میانه اوراسیا قرار گرفته‌است. سین‌کیانگ در حدود یک ششم کل مساحت جمهوری خلق چین را در بر می‌گیرد. سین کیانگ از نظر منابع طبیعی بسیار غنی است و نفت فقط یکی از منابع مهم آن به‌شمار می‌آید. این استان پهناور با کشورهای مغولستان، روسیه، قزاقستان، قرقیزستان، تاجیکستان، افغانستان و پاکستان دارای مرز مشترک است. از شهرهای مهم سین‌کیانگ که ۱٫۶ میلیون کیلومتر مربع (کم و بیش به اندازه ایران) مساحت دارد می‌توان اورومچی، کاشغر، تورفان، کارامی، یینینگ، و شیهزی را نام برد.

## تاریخ
منطقه سین کیانگ در کتب تاریخی از سکونت شاخه‌هایی از اقوام ترک در منطقه سین کیانگ نام برده شده که برخی از آنان دارای حکومت‌های محلی نیز بوده‌اند که رواج زبان ترکی از آثار ماندگار فرهنگ قدیم در منطقه به‌شمار می‌آید. عبور جاده ابریشم نیز از این منطقه موجب شده نژادهای گوناگونی با فرهنگ‌های مختلف در آن ساکن شوند.
در اثر افزایش تعداد مهاجرین، جمعیت قبایل ترک تبار رو به افزایش گذاشت و کم‌کم اکثریت جمعیت  شدند، در قرن نهم (۸۴۰ میلادی) به علت بروز قحطی و خشکسالی و بحران اجتماعی در فلات مغولستان، تعداد زیادی از مغول‌ها از محل سکونت خود مهاجرت و به سرزمین سین کیانگ وارد شدند که از اختلاط مهاجرین و سایر اقوام ترک با ساکنان بومی (سکاها) نژاد جدیدی به وجود آمد که بعدها به اویغورها معروف شدند.
نقاشی‌ها و آثار کشف شده از قبرستان باستانی شهر گائوچانگ و اجساد مومیایی کشف شده از واحه‌های حوضه تاریم که هم‌اکنون در موزه تاریخی شهر اورومچی مرکز سین کیانگ نگهداری می‌شود، 
در اواخر قرن نهم و اوایل قرن دهم میلادی و همزمان با حاکمیت سلسله سامانیان (۹۹۹–۸۴۰) اسلام در منطقه سین کیانگ گسترش یافت و مردم اویغور زبان به آیین اسلام گرویدند.
در اوایل قرن نوزدهم در میان طومارهای مکشوفه تورفان، تعدادی متون مانوی و اسنادی هم به زبان‌های پارسی میانه، سغدی و چینی کشف شد. دانشمند آلمانی متون زبان‌های آریایی که در این منطقه کشف شده بود را با سختی بسیار خواند.

## مردم

اقوام ساکن سین‌کیانگ بر حسب شهرستان. سرخ:هان سبز:اویغور آبی:قزاق

مردم این ناحیه از اقوام متعددی منجمله هان، اویغور، مردم قزاق، مردم قرقیز، مردم هویی، مغول‌ها، مردم شیبه، ترک‌های ایلی تاجیک‌ها تشکیل یافته‌اند.
بر اساس اسناد و مدارک تاریخی، منطقه سین کیانگ قبل از مهاجرت اقوام ترک و مغول به این منطقه، سرزمینی بوده که اقوام و قبیله‌هایی مانند سکاها و سغدها با گویش زبان‌های شرق ایران (زبان‌های ایرانی شرقی) در آن زندگی می‌کردند. همچنین گذر جاده ابریشم از این منطقه سبب شده نژادهای گوناگون با فرهنگ‌های مختلف در آن ساکن شوند و هم زیستی مسالمت آمیزی داشته باشند که تجمع فرهنگ‌های متنوع آسیایی بر غنای فرهنگی آن افزوده‌است در سال ۸۴۰ میلادی به دلیل قحطی و خشکسالی و بحران اجتماعی در مغولستان، بسیاری از مغول‌ها به سین کیانگ مهاجرت کردند. از اختلاط مهاجران و سایر اقوام ترک با ساکنان بومی یعنی سکاها و آریایی‌ها نژاد جدیدی به وجود آمد که بعدها به اویغورها معروف شدند. در اثر افزایش تعداد مهاجران، جمعیت قبایل آریایی و خراسانی که به زبان‌های شرقی خراسان صحبت می‌کردند، کاهش یافت و به تدریج در جمعیت غالب، دچار همگون‌سازی فرهنگی شدند.

## آزار مسلمانان چین
این ایالت یکی از نظامی‌ترین مناطق است که آزار مسلمانان چین توسط محدودیت‌های شدید در حوزه مذهب اجرا می‌شود. در سین کیانگ، ریش بلند برای مردان جوان ممنوع است و زنان نیز حق ندارند نقاب بر چهره بگذارند و صورتشان را بپوشانند.
در سال ۲۰۰۹ میلادی در سین کیانگ اعتراضات بزرگ قومیتی رخ داد که با مداخله پلیس و مرگ ۱۹۷ نفر و زخمی شدن ۱۶۰۰ نفر دیگر پایان یافت. یک بار دیگر سین کیانگ در سال ۲۰۱۳ میلادی شاهد بروز شورش‌هایی بود که بر اثر آن ۲۷ نفر از جمله ۱۰ نفر از شورشیان کشته شدند.
انگیزهٔ خشونت در این منطقه، درگیری‌های مستمر میان اویغورها و چینی‌های «هان» است. بسیاری از اویغورها معتقدند که چینی‌های هان در مورد آنان تبعیض اعمال می‌کنند؛ ولی در مقابل، دولت چین گروه‌های اویغور را به تلاش‌های جدایی‌طلبانه متهم می‌کند. دولت چین همچنین اسلام‌گرایان پاکستان را متهم می‌کند که باعث تحریک مسلمانان اویغور و فعالیت‌های تروریستی در این منطقه می‌شوند.
به گفتهٔ فعالان حقوق بشر، دولت چین ۷۰ درصد منطقهٔ قدیمی شهر کاشغر را که اویغورها در آن زندگی می‌کنند ویران ساخته تا ساختار و ترکیب جمعیتی شهر را دگرگون کند. پیش‌تر در مناطق اویغورنشین، بیش از ۳۰۰۰ دوربین ویدیویی نصب شده بود.

## دین
دین در شین‌جیانگ (سال ۲۰۱۰)

## اقتصاد
منطقهٔ خودمختار سین کیانگ به لحاظ منابع معدنی، تولید کشاورزی و برخی صنایع تأثیرگذار اهمیت فراوانی در اقتصاد چین و جهان دارد. بیش از ۴۰ درصد پلی سیلیکون جهان، یک چهارم رب گوجه فرنگی جهان، یک پنجم پنبه جهان، ۱۵ درصد رازک جهان و حدود یک دهم گردو، فلفل و ریون جهان در سین‌کیانگ تولید می‌شود. این منطقه ۹ درصد از ذخایر بریلیوم جهان را دارد و بزرگ‌ترین سازندهٔ توربین بادی در چین به‌شمار می‌آید که ۱۳ درصد از تولید جهانی را تأمین می‌کند.

## شهرهای اصلی
- اورومچی
- تورفان
- کاشغر
- کارامای
- کوچا
- شیهزی

## ولایت‌ها
| |                                       |                                     |                        |                                           |                                                                                          |            |            |  |  |
| | نام                                   | اویغوری                             | چینی                   | پین‌یین                                    | زبان اقلیت رسمی (ولایات خودمختار)                                                        | جمعیت-۱۳۹۹ | مساحت      |  |  |
| شهرهای در سطح ولایت |                                       |                                     |                        |                                           |                                                                                          |            |            |  |  |
| ۱ | شهر اورومچی                           | ئۈرۈمچى شەھىرى                      | 乌鲁木齐市             | Wūlǔmùqí Shì                              | -                                                                                        | ۴٬۰۵۴٬۳۶۹  | ۱۳٬۷۸۷٫۹۰  |  |  |
| ۲ | شهر قارامای                           | قاراماي شەھىرى                      | 克拉玛依市             | Kèlāmǎyī Shì                              | -                                                                                        | ۴۹۰٬۳۸۴    | ۸٬۶۵۴٫۰۸   |  |  |
| ۳ | شهر تورفان                            | تۇرپان شەھىرى                       | 吐鲁番市               | Tǔlǔfān Shì                               | -                                                                                        | ۶۹۳٬۹۹۸    | ۶۷٬۵۶۲٫۹۱  |  |  |
| ۴ | شهر قومول / هامی                      | قۇمۇل شەھىرى                        | 哈密市                 | Hāmì Shì                                  | -                                                                                        | ۶۷۳٬۳۸۳    | ۱۴۲٬۰۹۴٫۸۸ |  |  |
| ولایات خودمختار |                                       |                                     |                        |                                           |                                                                                          |            |            |  |  |
| ۵ | ولایت خودمختار سانجی هوئی             | سانجى خۇيزۇ ئاپتونوم ئوبلاستى       | 昌吉回族自治州         | Chāngjí Huízú Zìzhìzhōu                   | -                                                                                        | ۱٬۶۱۳٬۵۸۵  | ۷۳٬۱۳۹٫۷۵  |  |  |
| ۶ | ولایت خودمختار بورتالا مغول           | بۆرتالا موڭغۇل ئاپتونوم ئوبلاستى    | 昌吉回族自治州         | Chāngjí Huízú Zìzhìzhōu                   | (مغولی) ᠪᠣᠷᠣᠲᠠᠯ᠎ᠠ ᠮᠣᠩᠭᠣᠯ ᠥᠪᠡᠷᠲᠡᠭᠡᠨ ᠵᠠᠰᠠᠬᠤ ᠵᠧᠦ (اویرات) ᡋᡆᠷᡆᡐᠠᠯᠠ ᡏᡆᡊᡎᡆᠯ ᡄᡋᡄᠷᡄᡃᠨ ᠴᠠᠰᠠᡍᡇ ᡓᡇᡇ | ۴۸۸٬۱۹۸    | ۲۴٬۹۳۴٫۳۳  |  |  |
| ۷ | ولایت خودمختار بایینغولین مغول        | بايىنغولىن موڭغۇل ئاپتونوم ئوبلاستى | 巴音郭楞蒙古自治州     | Bāyīnguōlèng Měnggǔ Zìzhìzhōu             | (مغولی) ᠪᠠᠶᠠᠨᠭᠣᠣᠯ ᠮᠣᠩᠭᠣᠯ ᠥᠪᠡᠷᠲᠡᠭᠡᠨ ᠵᠠᠰᠠᠬᠤ ᠵᠧᠦ                                            | ۱٬۶۱۳٬۹۷۹  | ۴۷۰٬۹۵۴٫۲۵ |  |  |
| ۹ | ولایت خودمختار قزل‌سو قرقیز            | قىزىلسۇ قىرغىز ئاپتونوم ئوبلاستى    | 克孜勒苏柯尔克孜自治州 | Kèzīlèsū Kē'ěrkèzī Zìzhìzhōu              | (قرقیزی) قىزىلسۇۇ قىرعىز اپتونوم وبلاسى                                                  | ۶۲۲٬۲۲۲    | ۷۲٬۴۶۸٫۰۸  |  |  |
| ۱۲ | ولایت خودمختار ایلی قزاق              | ئىلى قازاق ئاپتونوم ئوبلاستى        | 伊犁哈萨克自治州       | Yīlí Hāsàkè Zìzhìzhōu                     | (قزاقی) ىلە قازاق اۆتونومىيالى وبلىسى                                                    | ۶٬۵۸۲٬۵۰۰  | ۲۶۸٬۷۷۸٫۷۱ |  |  |
| ولایت خودمختار ایلی قزاق خود از ۳ واحد اداری تشکیل شده است، ۲ ولایت و ۱ مجموعه‌ی «شهرستان‌های تابع مستقیم ولایت خودمختار» |                                       |                                     |                        |                                           |                                                                                          |            |            |  |  |
| | شهرستان‌های تابع مستقیم ولایت خودمختار | ئوبلاستقا بىۋاستە قاراشلىق رايونلار | 自治州直辖县级行政单位 | Zìzhìzhōu zhíxiá xiàn jí xíngzhèng dānwèi | (قزاقی) وبلىسقا تىكەلەي باعىناتىن اۋداندار                                               | ۲٬۸۴۸٬۳۹۳  | ۵۶٬۳۸۱٫۵۳  |  |  |
| ۱۲a | ولایت تارباغاتای                      | تارباغاتاي ۋىلايىتى                 | 塔城地区               | Tǎchéng Dìqū                              | (قزاقی) تارباعاتاي ايماعى                                                                | ۱٬۱۳۸٬۶۳۸  | ۹۴٬۶۹۸٫۱۸  |  |  |
| ۱۲b | ولایت آلتای                           | ئالتاي ۋىلايىتى                     | 阿勒泰地区             | Ālètài Dìqū                               | (قزاقی) التاي ايماعى                                                                     | ۶۶۸٬۵۸۷    | ۱۱۷٬۶۹۹٫۰۱ |  |  |
| ولایات |                                       |                                     |                        |                                           |                                                                                          |            |            |  |  |
| ۸ | ولایت آق‌سو                            | ئاقسۇ ۋىلايىتى‎                      | 阿克苏地区             | Ākèsū Dìqū                                | -                                                                                        | ۲٬۷۱۴٬۴۲۲  | ۱۲۷٬۱۴۴٫۹۱ |  |  |
| ۱۰ | ولایت کاشغر                           | قەشقەر ۋىلايىتى                     | 喀什地区               | Kāshí Dìqū                                | -                                                                                        | ۴٬۴۹۶٬۳۷۷  | ۱۳۷٬۵۷۸٫۵۱ |  |  |
| ۱۱ | ولایت ختن                             | خوتەن ۋىلايىتى                      | 和田地区               | Hétián Dìqū                               | -                                                                                        | ۲٬۵۰۴٬۷۱۸  | ۲۴۹٬۱۴۶٫۵۹ |  |  |
| شهرهای تابع مستقیم استان (در منطقهٔ سین‌کیانگ، تنها شامل شهرهای تحت مدیریت بینگتوان می‌شود)                                |                                       |                                     |                        |                                           |                                                                                          |            |            |  |  |
| A | شهر شیهزی                             | شىخەنزە شەھىرى                      | 石河子市               | Shíhézǐ Shì                               | -                                                                                        | ۶۳۵٬۵۸۲    | ۴۵۶٫۸۴     |  |  |
| B | شهر ووجیاچو                           | ۋۇجياچۈ شەھىرى                      | 五家渠市               | Wǔjiāqú Shì                               | -                                                                                        | ۹۰٬۲۰۵     | ۷۴۲٫۰۰     |  |  |
| C | شهر تومشوق                            | تۇمشۇق شەھىرى                       | 图木舒克市             | Túmùshūkè Shì                             | -                                                                                        | ۲۶۳٬۲۴۵    | ۱٬۹۱۴٫۱۲   |  |  |
| D | شهر آرال                              | ئارال شەھىرى‎                        | 阿拉尔市               | Ālā'ěr Shì                                | -                                                                                        | ۱۹۰٬۶۱۳    | ۵٬۲۶۶٫۰۰   |  |  |
| E | شهر بیتون                             | بەيتۈن شەھىرى                       | 北屯市                 | Běitún Shì                                | (قزاقی) بەيتۇن قالاسى                                                                    | ۸۶٬۳۰۰     | ۹۱۰٫۵۰     |  |  |
| F | شهر باش‌اگیم / تیه‌منگوان               | باشئەگىم شەھىرى‎                     | 铁门关市               | Tiĕménguān Shì                            | -                                                                                        | ۵۰٬۰۰۰     | ۵۹۰٫۲۷     |  |  |
| G | شهر قوش‌اگوز / شوانگهه                 | قوشئۆگۈز شەھىرى‎                     | 双河市                 | Shuānghé Shì                              | -                                                                                        | ۵۳٬۸۰۰     | ۷۴۲٫۱۸     |  |  |
| H | شهر کوکدالا                           | كۆكدالا شەھىرى                      | 可克达拉市             | Kěkèdálā Shì                              | (قزاقی) كوكدالا قالاسى                                                                   | ۷۵٬۰۰۰     | ۹۷۹٫۷۱     |  |  |
| I | شهر قروم‌قاش / کونیو                   | قۇرۇمقاش شەھىرى                     | 昆玉市                 | Kūnyù Shì                                 | -                                                                                        | ۴۵٬۲۰۰     | ۶۸۷٫۱۳     |  |  |
| J | شهر هویانگهه                          | خۇياڭخې شەھىرى                      | 胡杨河市               | Húyánghé Shì                              | -                                                                                        | ۸۰٬۰۰۰     | ۶۷۷٫۹۴     |  |  |
| K | شهر ینگی یولتوز / شینشینگ             | يېڭى يۇلتۇز شەھىرى                  | 新星市                 | Xīnxīng Shì                               | -                                                                                        | ۴۴٬۷۰۰     | ۵۳۹        |  |  |
| L | شهر باییانگ                           | بەيياڭ شەھىرى                       | 白杨市                 | Baíyáng Shì                               | (قزاقی) بايياڭ قالاسى                                                                    | ۸۵٬۶۵۵     | ۴٬۹۲۵      |  |  |

## کد پلاک خودرو

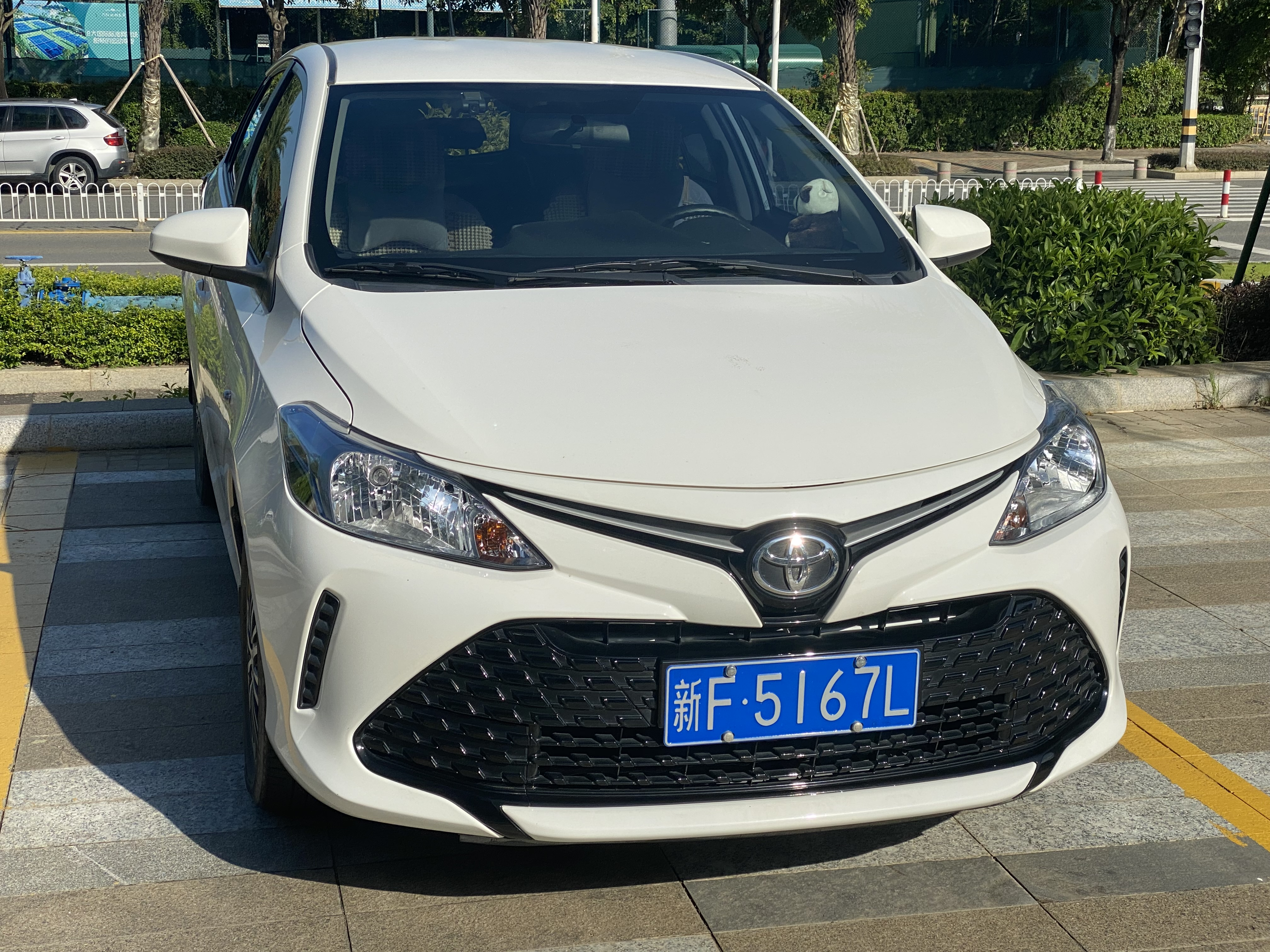
پلاک خودروی شخصی متعلق به «شهرستان‌های تابع مستقیم ولایت خودمختار» در ولایت خودمختار ایلی قزاق و شهر کوکدالا

در چین، رنگ، اندازه، شمایل، فونت، و سایر جزئیات پلاک خودروها تابع استاندارد ملی می‌باشد. پلاک‌ها در چین، متشکل از یک کد دوحرفی بوده، یه نقطه، و چهار عدد (یا ترکیبی از حرف و عدد، بسته نیاز) دارد. هر استان (و منطقهٔ خودمختار) یک کاراکتر چینی منحصر به‌فرد به عنوان کد دارد. در کنار این کاراکتر، یک حرف لاتین نیز، به عنوان کد هر ولایت (یا هر نوع تقسیم‌بندی زیر-استانی دیگر، بسته به تصمیم پلیس هر استان) تعیین شده است. رنگ پیش‌زمینه هر پلاک و رنگ حروف آن، بسته به نوع ماشین و طبقه‌بندی آن، متفاوت است. رایج‌ترین نوع پلاک، پلاک‌های آبی رنگ با حروف سفید می‌باشند که مختص خودروهای شخصی‌اند. پلاک‌های زرد رنگ با حروف سیاه، مختص خودروهای سنگین بوده، و رنگ‌های دیگری چون سیاه با حروف سفید، سبز با حروف سیاه، و غیره، مخصوص انواع دیگر خودروها می‌باشند.
کد یا کاراکتر منطقه‌ای سین‌کیانگ، حرف «新» می‌باشد (با تلفظ «شیٰن / Xīn»). کدهای زیر-استانی پلاک‌های سین‌کیانگ شامل حروف زیر می‌باشد:
| 新A | شهر اورومچی |
| 新B | ولایت خودمختار سانجی هوئی شهر ووجیاچو                                                                            |
| 新C | شهر شیهزی |
| 新D | شهر کویتون (یکی از تقسیمات منطقهٔ «شهرستان‌های تابع مستقیم ولایت خودمختار»، ولایت خودمختار ایلی قزاق) شهر هویانگهه |
| 新E | ولایت خودمختار بورتالا مغول شهر قوش‌اگوز / شوانگهه                                                                |
| 新F | ولایت خودمختار ایلی قزاق — «شهرستان‌های تابع مستقیم ولایت خودمختار» (بجز شهر کویتون) شهر کوکدالا                  |
| 新G | ولایت تارباغاتای (تابع ولایت خودمختار ایلی قزاق) شهر باییانگ                                                     |
| 新H | ولایت آلتای (تابع ولایت خودمختار ایلی قزاق) شهر بیتون                                                            |
| 新J | شهر قارامای |
| 新K | شهر تورفان |
| 新L | شهر قومول / هامی شهر ینگی یولتوز / شینشینگ                                                                       |
| 新M | ولایت خودمختار بایینغولین مغول شهر باش‌اگیم / تیه‌منگوان                                                           |
| 新N | ولایت آق‌سو شهر آرال                                                                                              |
| 新O | پلیس |
| 新P | ولایت خودمختار قزل‌سو قرقیز                                                                                       |
| 新Q | ولایت کاشغر (بجز شهرستان کارگیلیک) شهر تومشوق                                                                    |
| 新R | ولایت ختن شهرستان کارگیلیک (تابع ولایت کاشغر)                                                                    |
| 新S | شهر قروم‌قاش / کونیو                                                                                              |